# Annunciata Cocchetti
Annunciata Asteria Cocchetti (Rovato, 9 maggio 1800 – Cemmo, 23 marzo 1882) è stata una religiosa italiana, fondatrice delle Suore di Santa Dorotea di Cemmo. È stata beatificata da papa Giovanni Paolo II nel 1991.

## Il culto
La causa della beata Annunciata Cocchetti fu introdotta il 22 giugno 1972; il 13 maggio 1989 papa Giovanni Paolo II ha autorizzato la Congregazione delle Cause dei Santi a promulgare il decreto sulle virtù eroiche della religiosa, riconoscendole il titolo di venerabile.
È stata beatificata da Giovanni Paolo II il 21 aprile 1991 nella Basilica di San Pietro a Roma; nella stessa cerimonia sono state proclamate beate le venerabili Jeanne Haze e Chiara Bosatta.
Il suo elogio si legge nel Martirologio romano al 23 marzo, giorno della sua morte.